# Susanne Riesch
Susanne Riesch (Garmisch-Partenkirchen, 8 dicembre 1987) è un'ex sciatrice alpina tedesca.
È sorella della sciatrice alpina Maria e nipote del bobbista Wolfgang Zimmerer, a loro volta atleti di alto livello.

## Biografia
Slalomista pura attiva in gare FIS dal dicembre del 2002, Susanne Riesch esordì in Coppa Europa il 5 febbraio 2004 a Lenggries, piazzandosi 41ª, e in Coppa del Mondo il 5 febbraio 2006 a Ofterschwang, senza qualificarsi per la seconda manche. Alla sua successiva presenza nel massimo circuito internazionale, l'11 novembre 2006, conquistò i primi punti ottenendo il 5º posto a Levi.
Debuttò ai Campionati mondiali a Åre 2007, senza completare la gara; nella successiva stagione 2007-2008 conquistò i suoi due podi di carriera in Coppa Europa, la vittoria del 10 gennaio a Melchsee-Frutt e il 2º posto del 14 marzo a Claviere. Nel dicembre del 2008 ottenne tre vittorie in quattro giorni in Nor-Am Cup, mentre ai Mondiali di Val-d'Isère 2009 non concluse nuovamente la prova.
Nella stagione 2009-2010 conquistò i suoi due podi di carriera in Coppa del Mondo, piazzandosi 3ª sia a Åre il 13 dicembre, alle spalle della francese Sandrine Aubert e della sorella Maria, sia il 3 gennaio a Zagabria Sljeme, dietro alla Aubert e all'austriaca Kathrin Zettel. Ai XXI Giochi olimpici invernali di Vancouver 2010, sua unica presenza olimpica, non completò la gara, così come l'anno dopo ai Mondiali di Garmisch-Partenkirchen. L'ultima gara della carriera della sciatrice bavarese fu lo slalom speciale disputato a Åre il 13 dicembre 2014, nel quale non si classificò; annunciò il ritiro, a causa di numerosi infortuni subiti, nel gennaio seguente.

## Palmarès

### Coppa del Mondo
- Miglior piazzamento in classifica generale: 25ª nel 2010
- 2 podi:
  - 2 terzi posti

#### Coppa del Mondo - gare a squadre
- 1 podio:
  - 1 vittoria

### Coppa Europa
- Miglior piazzamento in classifica generale: 28ª nel 2008
- 2 podi:
  - 1 vittoria
  - 1 secondo posto

#### Coppa Europa - vittorie
| Data            | Località       | Paese    | Specialità |
| --------------- | -------------- | -------- | ---------- |
| 10 gennaio 2008 | Melchsee-Frutt | Svizzera | SL         |

Legenda:

SL = slalom speciale

### Nor-Am Cup
- Miglior piazzamento in classifica generale: 15ª nel 2009
- 5 podi:
  - 4 vittorie
  - 1 terzo posto

#### Nor-Am Cup - vittorie
| Data             | Località    | Paese       | Specialità |
| ---------------- | ----------- | ----------- | ---------- |
| 1º dicembre 2007 | Winter Park | Stati Uniti | SL         |
| 2 dicembre 2008  | Winter Park | Stati Uniti | SL         |
| 4 dicembre 2008  | Loveland    | Stati Uniti | SL         |
| 5 dicembre 2008  | Loveland    | Stati Uniti | SL         |

Legenda:

SL = slalom speciale

### Campionati tedeschi
- 9 medaglie[3]:
  - 2 ori (slalom gigante nel 2010; supercombinata nel 2011)
  - 5 argenti (discesa libera nel 2007; supercombinata nel 2009; slalom speciale nel 2010; discesa libera, supergigante nel 2011)
  - 2 bronzi (discesa libera, supergigante nel 2010)